# الريان (وادي الدواسر)
مركز الريان هو مركزٌ إداري تابعٌ لمحافظة وادي الدواسر في منطقة الرياض ، ويصنف من فئة (ب) ورمزها 1262.